# Onze-Lieve-Vrouwecollege (Oostende)

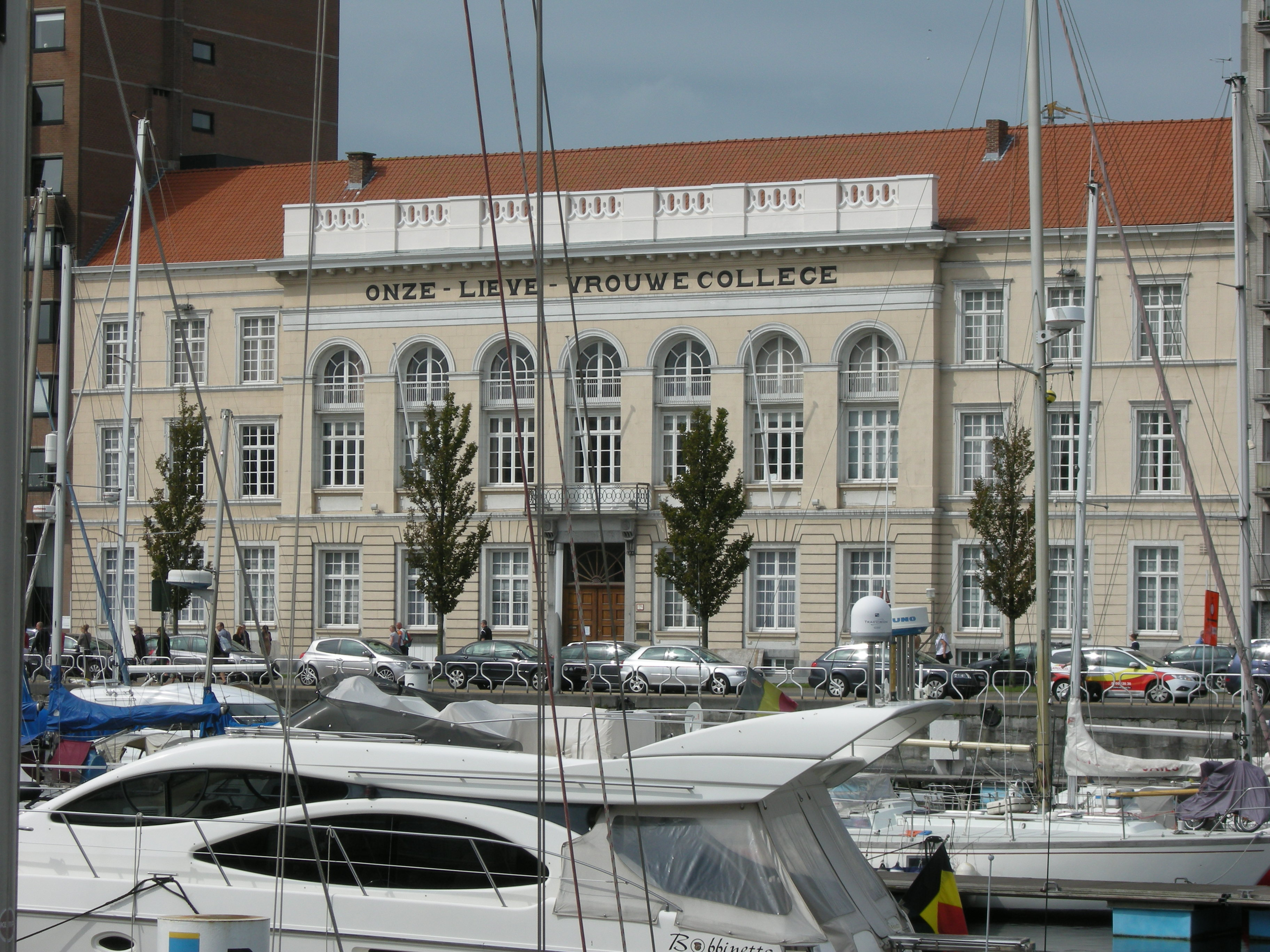
Onze-Lieve-Vrouwecollege

Het Onze-Lieve-Vrouwecollege te Oostende, gelegen aan de Vindictivelaan is een secundaire school met een ASO-programma. De secundaire school behoort tot de Scholengroep Petrus & Paulus.

## Geschiedenis

### Eerste college
De geschiedenis van het Onze-Lieve-Vrouwecollege gaat terug tot 1653. Toen richtte de Congregatie van de Oratorianen van Scherpenheuvel voor de eerste maal middelbaar onderwijs in Oostende. Na negen jaar, rond het jaar 1662, was het voor hen financieel gezien onmogelijk om de school verder te onderhouden. De Oratorianen van Mechelen namen toen hun taak over. Ze focusten vooral op de Latijnse taal, ze volgden het leerplan van de Jezuïeten. In 1792 verlieten de Mechelse Oratorianen Oostende door druk van Franse invallers. Tot 1842 was er geen middelbaar onderwijs in Oostende.

### Collège Notre-Dame de Bon-Secours
In 1842 contacteerde de burgemeester van Oostende J. van Iseghem de bisschop van Brugge, Mgr. F. R. Boussen. De burgemeester vroeg hem een middelbare school te stichten in Oostende. De bisschop stemde in, op voorwaarde dat de stad zelf de lokalen e.d. zouden onderhouden. Het schoolgebouw werd ingericht en de school werd toegewijd aan Onze-Lieve-Vrouw van Bon Secours, een bedevaartsoord in Doornik.

## Cultuur
In het Onze-Lieve-Vrouwecollege zijn er enkele manieren waarop de leerlingen zich cultureel kunnen bezighouden. Sinds 1992 is er elk jaar een toneelvoorstelling die volledig wordt gebracht door leerlingen van het college, die zich daarvoor vrijwillig inzetten onder leiding van enkele leerkrachten en een professionele regisseur. Sinds 1909 heeft het Onze-Lieve-Vrouwecollege een jeugdmuziekkorps, het Koninklijk Jeugdmuziekkorps. Die is open voor alle leerlingen, ook zij die geen notenleer of instrument kennen.
Ook organiseert het Onze-Lieve-Vrouwecollege taaluitwisselingen in de lessen Frans met Waalse studenten om de studenten een kans te geven om het Nederlands/Frans te verbeteren en nieuwe studenten te leren kennen uit de Waalse regio. De school figureert als locatie in de misdaadromans 'IJs' en 'Zand' van auteur Koen D'haene.

## Bekende oud-leerlingen
- James Ensor, schilder
- Léon Spilliaert, schilder
- Raoul François Casimir Van Overstraeten (Ath 25/01/1885 - Ixelles 30/01/1977), generaal
- Paul Felix, architect en hoogleraar
- Paul Vermeire, keramist, glazenier en kunstschilder.
- Geert Lambert, politicus
- Johannes en Michael Verschaeve, leden The Van Jets
- Jan Duthoy, pianist Absynthe Minded
- Johan Verstreken, politicus
- Piv Huvluv, stand-upcomedian
- Sebastien Dewaele, acteur en zanger bij Preuteleute
- Bart Vandenabeele, gewoon hoogleraar Universiteit Gent
- Emma Plasschaert, zeilster